# Rolf Johnsson
Rolf Johnsson (Estocolmo, 1 de dezembro de 1889 — Estocolmo, 3 de junho de 1931) foi um ginasta sueco que competiu em provas de ginástica artística.
Johnsson é o detentor de uma medalha olímpica, conquistada na edição britânica, os Jogos de Londres, em 1908. Nesta ocasião, competiu como ginasta na prova coletiva. Ao lado de outros 37 companheiros, conquistou a medalha de ouro, após superar as nações da Noruega e da Finlândia.